# Hollewandbevestiging
Voor het bevestigen van voorwerpen aan holle wanden, zoals wanden van gipsplaat of dun hout, of aan metaalplaat, bestaan verschillende bevestigingsmiddelen. 
Ze hebben als overeenkomst dat ze eenzijdig kunnen worden bevestigd, en dat ze door een gat worden ingebracht, of zelf een gat boren, waarna een handeling volgt waardoor er zich aan de achterzijde van de wand iets ontvouwt of ontplooit waardoor een schroef of bout aan de wand (muur of plafond) bevestigd kan worden.
Voorbeelden van hollewandbevestigingsmiddelen, in toenemende sterkte:
- Spreidmoer
- Tuimelplug of parapluplug
- Hollewandanker

Voor 'blinde' bevestiging in metaalplaat:
- Blindklinkmoer